# Plasmogamia
Plasmogamia é um estágio na reprodução sexual em fungos. Nele, o citoplasma de dois micélios próximos fundem-se.
Os micélios formados pelas hifas de fungos sexualmente compatíveis unem-se de modo que uma hifa é denominada hifa(+) e outra hifa(-).
As hifas ao se unirem formam um corpo de frutificação sobre o solo denominado zigosporângio que tem dois núcleos haplóides no qual se unem formando um diplóide. Essa junção cariótica denomina-se cariogamia.